# Species 2000
Species 2000 és una federació autònoma, constituïda com empresa sense ànim de lucre, d'organitzacions de bases de dades taxonòmiques d'arreu del món, que compila el Catalogue of Life, una llista completa de les espècies de la Terra, en col·laboració amb el Sistema Integrat d'Informació Taxonòmica (ITIS). Fou creada per Frank Bisby, de la que fou director, i els seus companys de feina de la Universitat de Reading, al Regne Unit, el 1997, i el Catalogue of Life va ser publicat per primera vegada el 2001. La Secretaria no està centralitzada, l'oficina administrativa i caps de personal es troben al Naturalis Biodiversity Center, als Països Baixos, mentre que els administradors i les organitzacions membres es troben arreu del món a Centres regionals a la Xina, Austràlia, Nova Zelanda, Nord Amèrica i Brasil.